# East Richmond Heights
East Richmond Heights önkormányzat nélküli statisztikai település az USA Kalifornia államában, Contra Costa megyében. Lakosainak száma 3460 fő (2020. április 1.).

## Népesség
A település népességének változása:
| Lakosok száma | 3266 | 3357 | 3280 | 3460 |
|               | 1990 | 2000 | 2010 | 2020 |